# 워프레임
워프레임(Warframe)은 디지털 익스트림스가 개발하고 배급한 부분 유료화 액션 롤플레잉 3인칭 슈팅 멀티플레이어 온라인 게임이다. 윈도우 개인용 컴퓨터용으로 2013년 3월 출시된 이 게임은 2013년 11월 플레이스테이션 4로, 2014년 9월 엑스박스 원으로, 2018년 11월 닌텐도 스위치로, 2020년 11월 플레이스테이션 5로, 2021년 4월 엑스박스 시리즈 X/S로 포팅되었다. 크로스플랫폼 플레이 및 크로스 세이브 지원, 모바일 장치로의 포팅은 2021년 하반기로 예정되었다. 이 게임은 오픈 베타 단계이다.
워프레임의 개념은 2000년 당시 디지털 익스트림스가 다크 섹터라는 새 게임의 작업을 시작하던 때에 기원하였다. 당시 이 기업은 다른 개발사들과 배급사들의 지원에 성공적이었으며 자체적으로 자사의 게임을 개발하길 바랐다. 이 게임은 여러 지연이 있었고 마침내 2008년 출시되었고 원래 계획과는 훨씬 다른 초기 프레임워크 중 일부를 사용하였다.

## 평가
| 평론 점수 평론사 점수 NS PC PS4 엑스박스 원 디스트럭토이드 N/A N/A N/A 6/10 [ 1 ] 에지 N/A N/A 5/10 [ 2 ] N/A 유로게이머 N/A N/A 4/10 [ 3 ] N/A 게임 인포머 N/A N/A 7.75/10 [ 4 ] N/A 게임 레볼루션 N/A N/A [ 5 ] N/A 게임스팟 N/A 6/10 [ 6 ] N/A N/A 게임트레일러스 N/A N/A 6/10 [ 7 ] N/A 게임존 N/A N/A 8.5/10 [ 8 ] N/A IGN 8.6/10 [ 9 ] 7/10 [ 10 ] 7.5/10 [ 11 ] N/A OPM (UK) N/A N/A 7/10 [ 12 ] N/A OXM (UK) N/A N/A N/A 7/10 [ 13 ] PC 게이머 (UK) N/A 86% [ 14 ] N/A N/A 폴리곤 N/A N/A 5/10 [ 15 ] N/A 통합 점수 메타크리틱 86/100 [ 16 ] 69/100 [ 17 ] 64/100 [ 18 ] 62/100 [ 19 ] |        |        |         |             |
| 평론 점수 |        |        |         |             |
| 평론사 | 점수   | 점수   | 점수    | 점수        |
| 평론사 | NS     | PC     | PS4     | 엑스박스 원 |
| 디스트럭토이드 | N/A    | N/A    | N/A     | 6/10        |
| 에지 | N/A    | N/A    | 5/10    | N/A         |
| 유로게이머 | N/A    | N/A    | 4/10    | N/A         |
| 게임 인포머 | N/A    | N/A    | 7.75/10 | N/A         |
| 게임 레볼루션 | N/A    | N/A    | [ 5 ]   | N/A         |
| 게임스팟 | N/A    | 6/10   | N/A     | N/A         |
| 게임트레일러스 | N/A    | N/A    | 6/10    | N/A         |
| 게임존 | N/A    | N/A    | 8.5/10  | N/A         |
| IGN | 8.6/10 | 7/10   | 7.5/10  | N/A         |
| OPM (UK) | N/A    | N/A    | 7/10    | N/A         |
| OXM (UK) | N/A    | N/A    | N/A     | 7/10        |
| PC 게이머 (UK) | N/A    | 86%    | N/A     | N/A         |
| 폴리곤 | N/A    | N/A    | 5/10    | N/A         |
| 통합 점수 |        |        |         |             |
| 메타크리틱 | 86/100 | 69/100 | 64/100  | 62/100      |